# Klaus Dörr

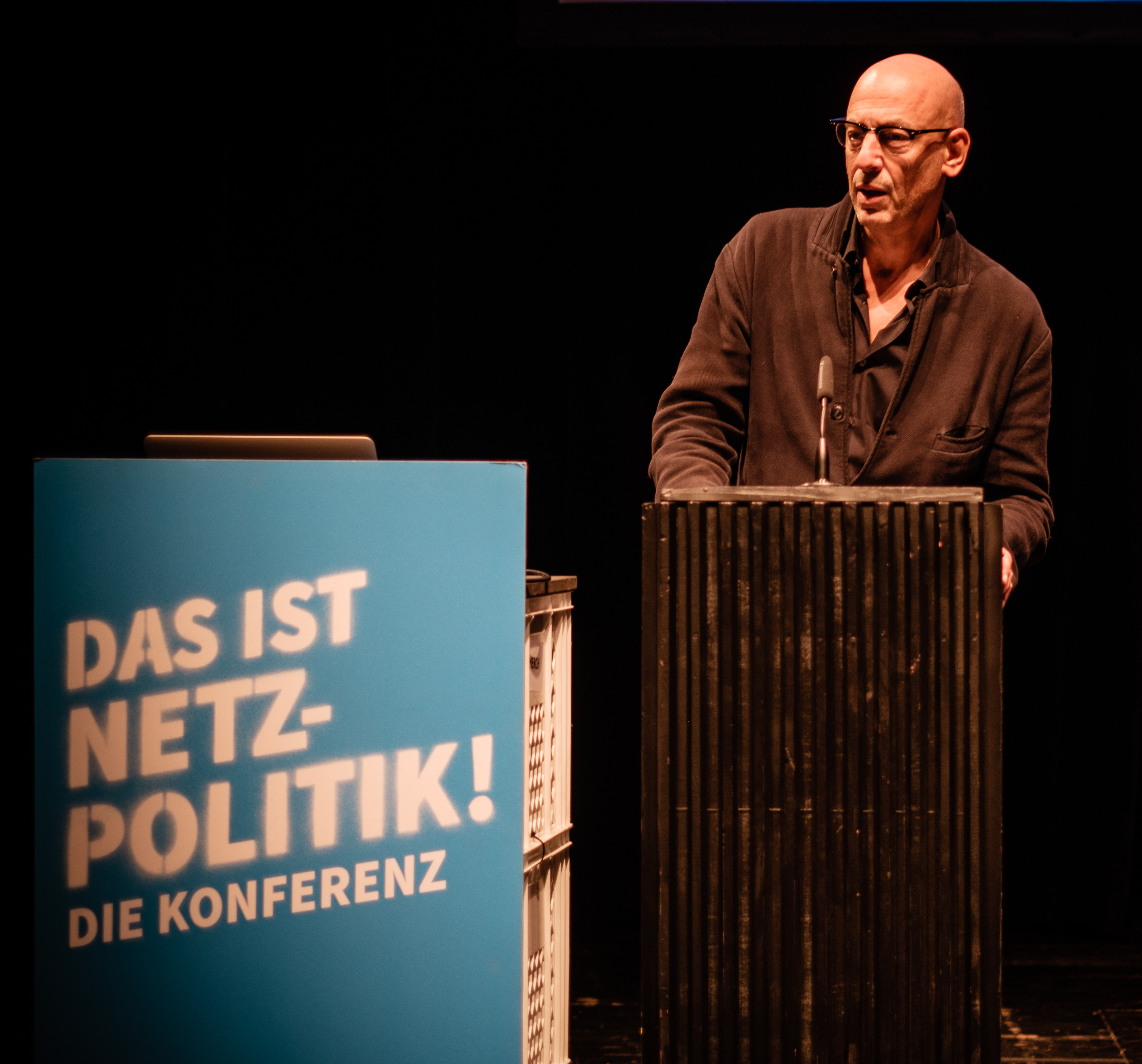
Klaus Dörr, 2019

Klaus Dörr (* 1961 in Neustadt an der Weinstraße) ist ein deutscher Theaterschaffender. Nach Stationen in Stuttgart und Berlin wurde er im April 2025 zum Geschäftsführer der Theater, Oper und Orchester GmbH Halle bestellt.

## Werdegang
Klaus Dörr studierte Wirtschaftswissenschaften in Berlin und schrieb seine Abschlussarbeit über die Möglichkeiten und Grenzen ökonomischer Steuerung von Theatern am Beispiel der Berliner Ensemble GmbH. Am Berliner Ensemble absolvierte er zunächst ein Praktikum. Von 1997 bis 1999 schloss sich eine Beschäftigung als Assistent des technischen Direktors an. Nach Aussage Dörrs habe ihn der neue Direktor des Berliner Ensembles, Claus Peymann, darüber hinaus nicht weiterbeschäftigen wollen.
Dörr war dann als Produzent, Produktionsleiter und Berater für freies und institutionelles Theater tätig. 2006 wurde er zum geschäftsführenden Direktor des Berliner Maxim-Gorki-Theaters berufen. 2009 übernahm er dort auch den Posten des stellvertretenden Intendanten. Als Armin Petras, der Dörr ans Gorki geholt hatte, 2013 die Intendanz des Schauspiel Stuttgart übernahm, folgte ihm Dörr und wurde unter ihm künstlerischer Direktor und stellvertretender Intendant. 2016 kündigte Petras an, seine Stuttgarter Intendanz frühzeitig im Sommer 2018 niederzulegen.

## Intendanz der Volksbühne Berlin (2018–2021)
Im März 2018 wurde Dörr als künftiger geschäftsführender Direktor der Volksbühne Berlin vorgestellt. Er sollte mit Beginn der Spielzeit 2018/19 die Nachfolge von Thomas Walter antreten, dessen Vertrag zum Spielzeitende auslief. Knapp zwei Wochen nach der Ankündigung einigte sich der Berliner Senat mit Chris Dercon, dem bisherigen Intendanten des Hauses, nach anhaltender Kritik an dessen Arbeit darauf, die Intendanz mit sofortiger Wirkung zu beenden. Daraufhin übernahm Dörr am 13. April 2018 kommissarisch die Geschäfte des Intendanten. Seine Verpflichtungen in Stuttgart nahm er bis zum Ende der Spielzeit 2017/18 – mit reduziertem Pensum – weiter wahr; nach eigenen Aussagen wollte er in dieser Zeit auf 30 % seines Berliner und 50 % seines Stuttgarter Gehalts verzichten. Zur neuen geschäftsführenden Direktorin der Volksbühne wurde statt Dörr schließlich die bereits seit 2017 an der Volksbühne tätige Verwaltungsleiterin (ebenfalls ad interim) Nicole Lohrisch berufen.
Mitte 2018 bestätigte die Berliner Kulturverwaltung zunächst, dass Dörr bis Sommer 2020 Interimschef der Volksbühne bleiben solle. Anfang 2019 wurde seine Intendanz noch einmal bis Sommer 2021 verlängert. Danach übernahm René Pollesch die Leitung des Hauses.
Am 13. März 2021 berichtete Viktoria Morasch in der taz über eine Beschwerde von zehn Frauen gegen Dörr bei der Themis-Vertrauensstelle gegen sexuelle Belästigung und Gewalt. In der Beschwerde seien Dörr unter anderem Upskirting, drohende Gebärden und verbale Einschüchterungen vorgeworfen worden. Gegenüber der taz erklärte Dörr, die Anschuldigungen gegen ihn seien „halt- und substanzlos“. Am 15. März 2021 verkündete Dörr, er übernehme für die gegen ihn erhobenen Vorwürfe als Intendant der Volksbühne „die komplette Verantwortung“ und gebe sein Amt im Einvernehmen mit der Berliner Senatsverwaltung für Kultur und Europa auf. Er „bedaure zutiefst“, wenn er Mitarbeiter mit seinem „Verhalten, mit Worten oder Blicken verletzt“ habe, und werde seine Tätigkeit am 16. März 2021 beenden.
Laut Simon Strauß stammen die Anschuldigungen aus dem Umfeld der Gruppe „Staub zu Glitzer“, die 2017 die Volksbühne besetzt hatte. Dörr hatte eine Zusammenarbeit mit der Gruppe abgelehnt. Rüdiger Schaper kritisierte Klaus Lederers Entscheidung, Dörr auf Basis unbelegter Anschuldigungen den Rücktritt nahegelegt zu haben. Dörr erwirkte gegen die taz eine einstweilige Verfügung gegen die Berichterstattung über den Vorwurf des Upskirting. Das Verbot hatte später auch im Hauptsacheverfahren Bestand. Das Blatt kündigte an, gegen die Entscheidung in Berufung zu gehen.
Im Januar 2025 veröffentlichte die Gruppe „Staub zu Glitzer“ auf ihrer Website ihre Bewerbung um die Leitung der Berliner Volksbühne. Staub zu Glitzer betonen, dass sie in ihrer Bewerbung nicht die Intendanz des Theaters anstreben, sondern die „Überwindung des Intendanzsystems“.

## Positionen
In einem Gastbeitrag für die Welt sprach sich Dörr 2001 dafür aus, Theaterkunst „als gesellschaftliches Projekt“ zu verstehen, „nicht als Ware, Dienstleistung, gar Konsumgut“. Für die Theater müssten „bewegliche Rahmenbedingungen und Planungssicherheit geschaffen werden“, die es ihnen ermöglichten, „ihrer eigentlichen Aufgabe nachzugehen: der Theaterkunst“.